# Malcolm H. Chisholm
Malcolm Harold Chisholm (15 octobre 1945 - 20 novembre 2015) est un chimiste inorganique écossais né à Mumbai, professeur de chimie et de biochimie et professeur universitaire émérite de sciences mathématiques et physiques à l'Université d'État de l'Ohio qui contribue à la synthèse et à la chimie structurale de métaux de transition.

## Biographie
Malcolm Harold Chisholm est né de parents écossais le 15 octobre 1945 à Bombay, en Inde britannique. Six mois après sa naissance, Chisholm déménage avec ses parents dans la maison familiale d'Inverness, en Écosse. À l'âge de 3 ans, sa famille déménage à nouveau dans le sud de l'Angleterre où il commence ses études. Il va ensuite au Queen Mary College et obtient un BSc en 1966 et un doctorat en chimie inorganique en 1969 tout en travaillant sous la direction de Donald Charlton Bradley.
Après avoir obtenu son doctorat, Chisholm va à l'Université Western Ontario pour travailler comme boursier postdoctoral dans le laboratoire de Howard Charles Clark (en) de 1969 à 1972,.
Il occupe des postes de professeur à l'Université de Princeton, à l'Université de l'Indiana et à l'Université d'État de l'Ohio. Il obtient une reconnaissance pour avoir développé la chimie des complexes alcoxy- et amido-supportés de dimolybdène et de ditungstène, illustrés par Mo 2 (NMe 2 ) 6 .
Chisholm reçoit plusieurs prix et distinctions, parmi lesquels :
- Prix Ludwig Mond de la Royal Society of Chemistry (2001)
- Prix de l'American Chemical Society pour services distingués dans l'avancement de la chimie inorganique (1999)
- Médaille Davy de la Royal Society (1999)
- Prix du centenaire de la Royal Society of Chemistry (1994)
- Prix de l'American Chemical Society en chimie inorganique (1989)

Il est élu membre de la Royal Society en 1990, membre de la Royal Society of Edinburgh en 2005, membre de l'Académie nationale des sciences en 2005  et membre de la Leopoldina en 2004.